# Station Opwijk
Station Opwijk is een spoorwegstation in de gemeente Opwijk op spoorlijn 60 (Jette - Dendermonde). Tot in de jaren 50 lag dit station eveneens op de nu opgeheven spoorlijn 61 (Kontich - Aalst).
In de loop van 2021 werden de loketten gesloten en werd het station een stopplaats.

## Treindienst
| Serie | Treinsoort | Route                                                                                       | Bijzonderheden |
| ----- | ---------- | ------------------------------------------------------------------------------------------- | --- |
| S 3   | GEN (NMBS) | [ Denderleeuw – ] Geraardsbergen – Brussel-Zuid – [ Opwijk – Dendermonde ] / [ Schaarbeek ] | Rijdt tijdens de spits vanaf/naar Denderleeuw. Tijdens de spits extra ritten Geraardsbergen-Schaarbeek. Rijdt tijdens het weekend Denderleeuw-Brusssel-Noord. |
| S 10  | GEN (NMBS) | Dendermonde – Opwijk – Brussel-West – Brussel-Zuid – Aalst                                  | Tijdens de spits extra ritten Aalst-Brussel-Zuid |

## Galerij

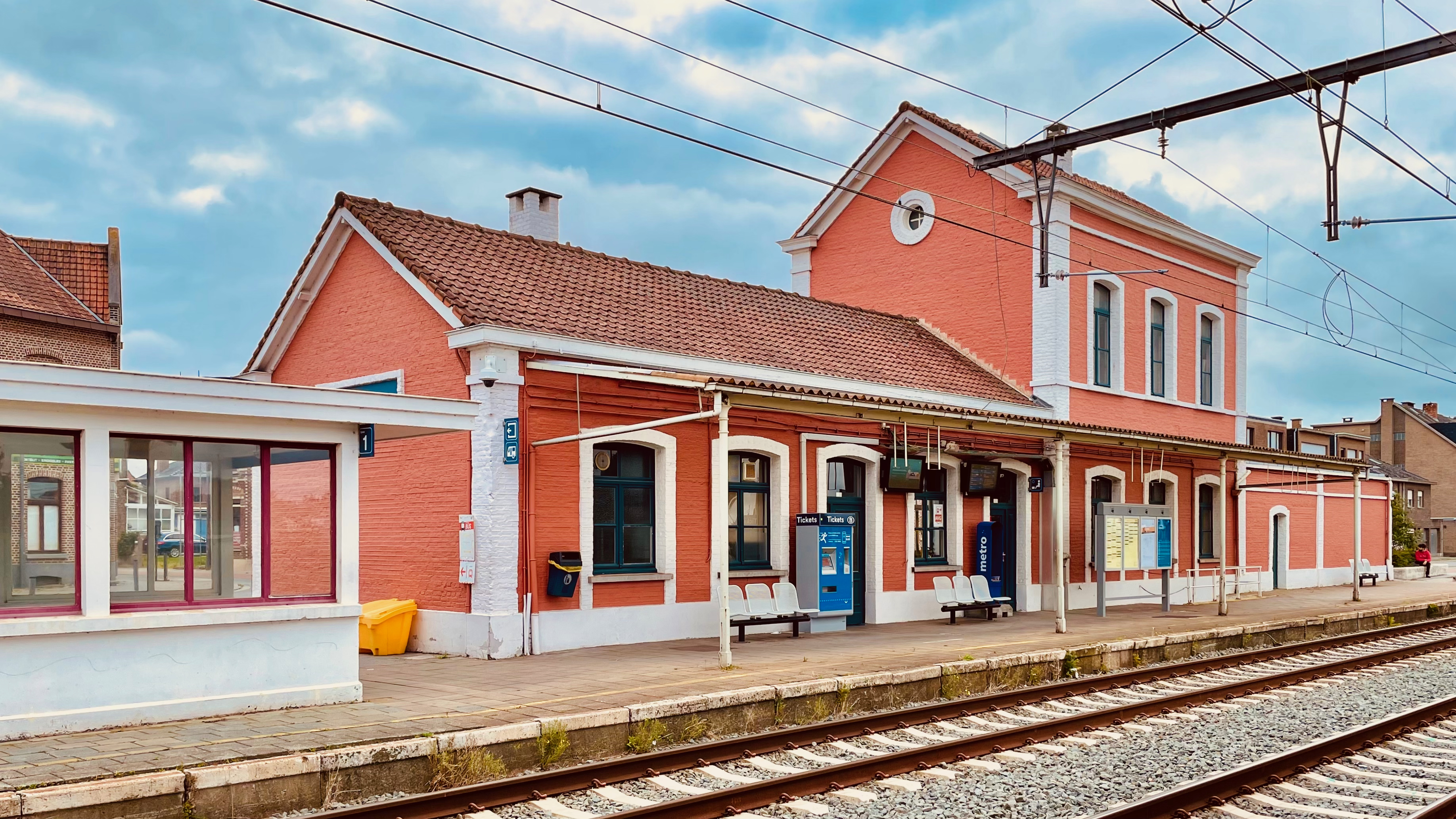
Het stationsgebouw
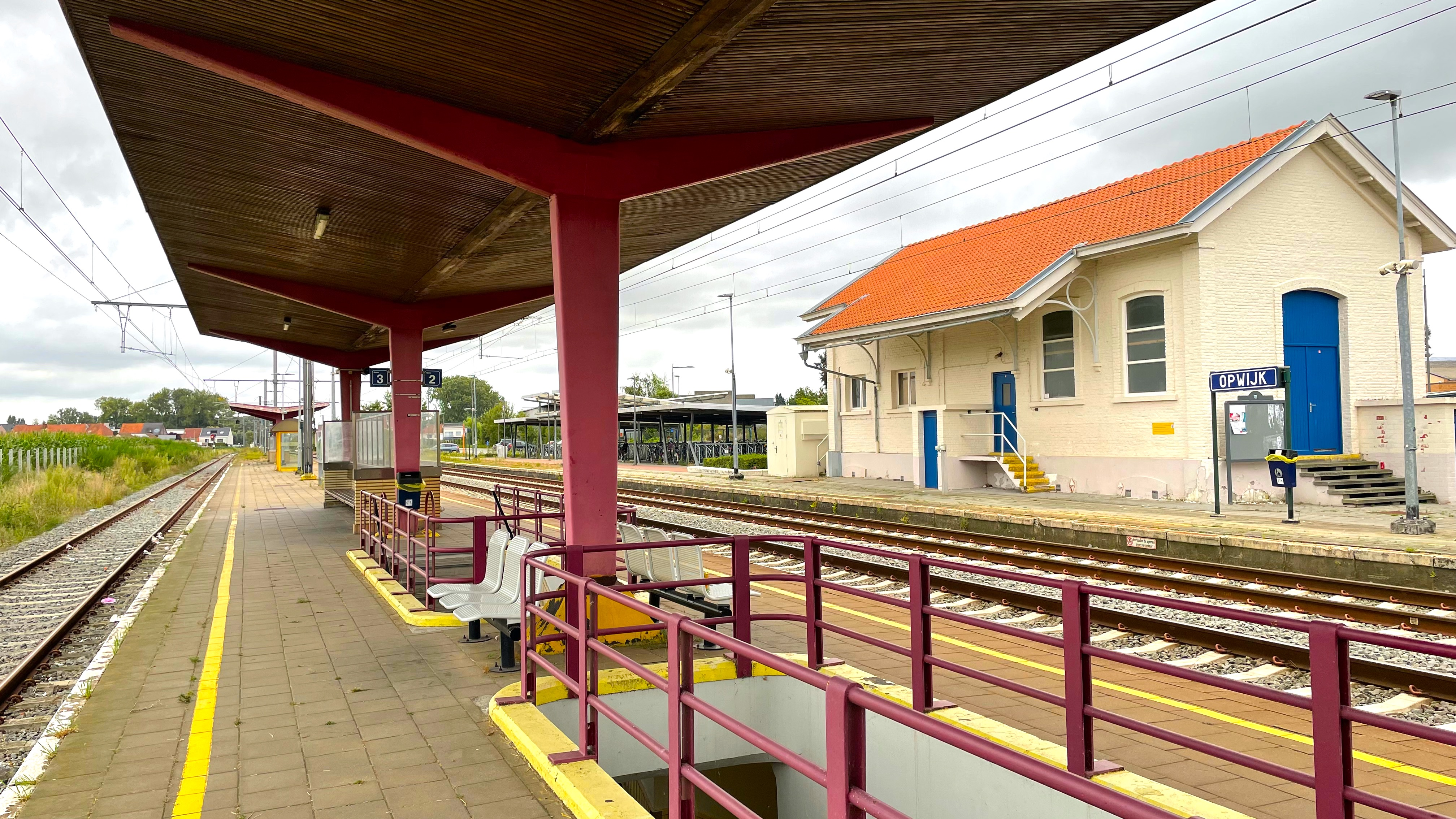
Zicht op het perron
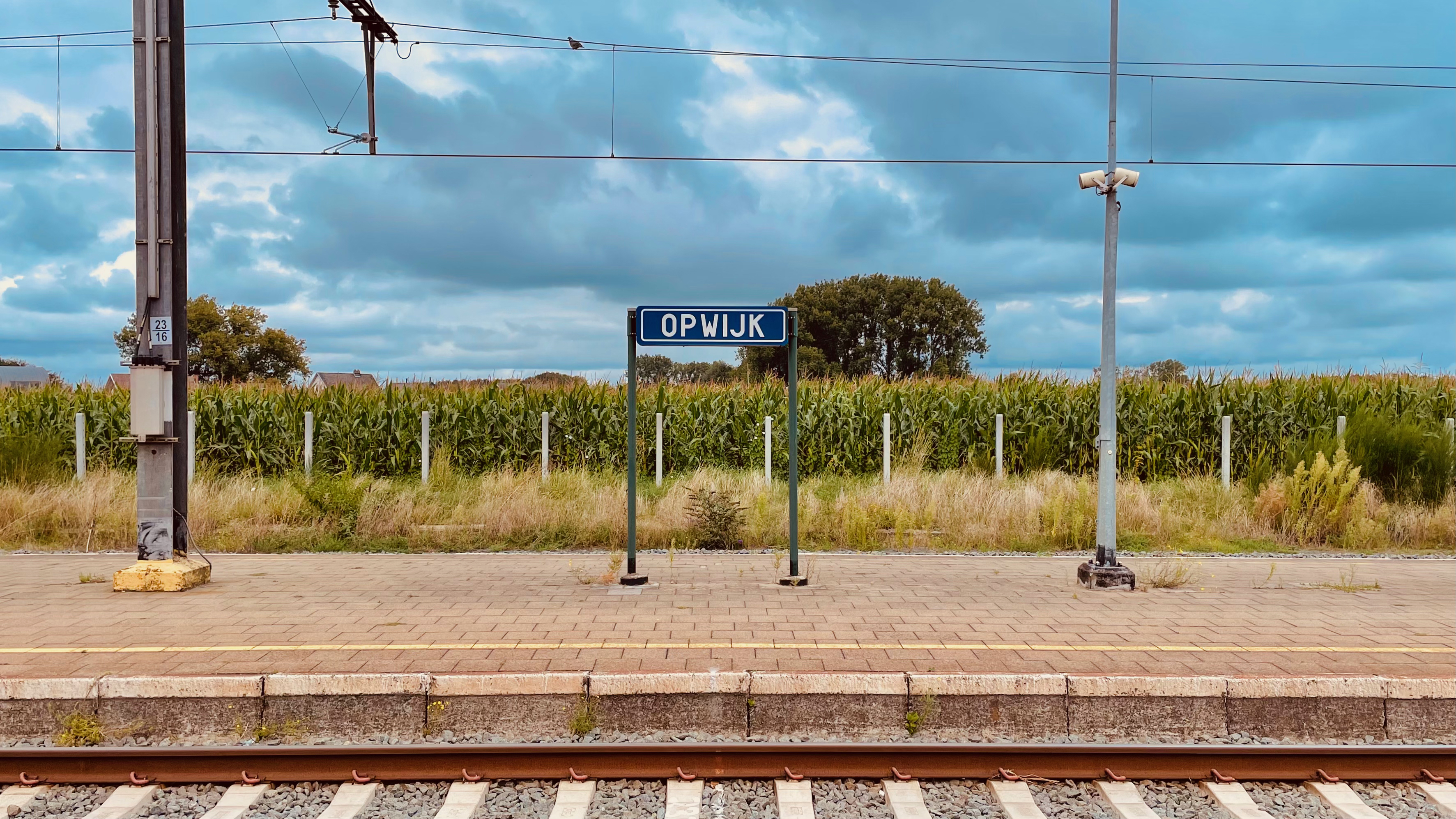
Plaatsnaambord
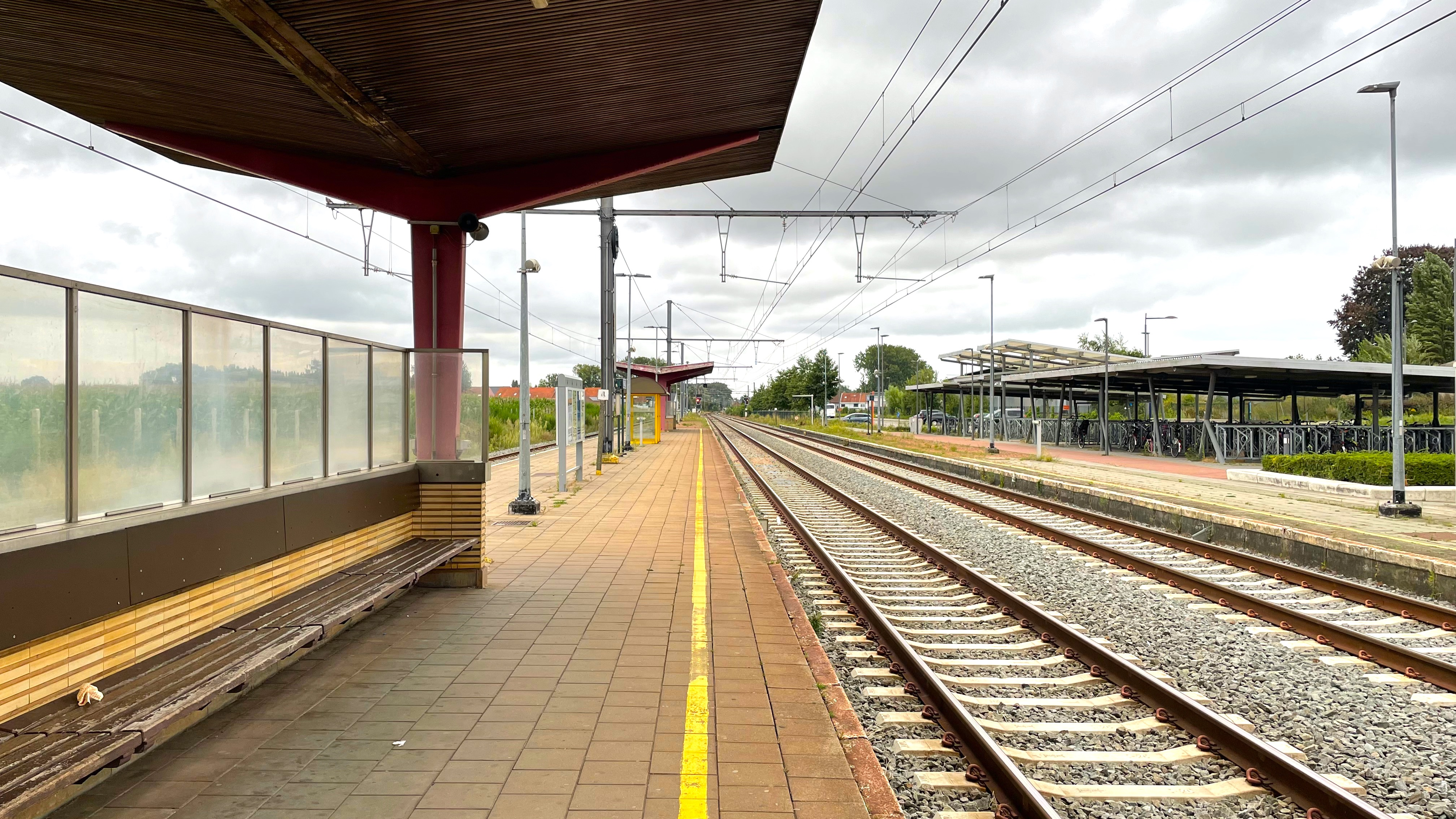
Zicht op de sporen

## Reizigerstellingen
De grafiek en tabel geven het gemiddeld aantal instappende reizigers weer op een week-, zater- en zondag.
| Tabel: aantal instappende reizigers station Opwijk | Tabel: aantal instappende reizigers station Opwijk | Tabel: aantal instappende reizigers station Opwijk | Tabel: aantal instappende reizigers station Opwijk |
|                                                    | Weekdag                                            | Zaterdag                                           | Zondag                                             |
| -------------------------------------------------- | -------------------------------------------------- | -------------------------------------------------- | -------------------------------------------------- |
| 1977                                               | 2 327                                              | 204                                                | 178                                                |
| 1978                                               | 2 377                                              | 262                                                | 189                                                |
| 1979                                               | 1 831                                              | 225                                                | 192                                                |
| 1980                                               | 2 035                                              | 235                                                | 210                                                |
| 1981                                               | 2 265                                              | 238                                                | 214                                                |
| 1982                                               | 1 996                                              | 247                                                | 242                                                |
| 1983                                               | 2 069                                              | 218                                                | 239                                                |
| 1984                                               | 1 673                                              | 185                                                | 143                                                |
| 1985                                               | 1 309                                              | 186                                                | 196                                                |
| 1986                                               | 1 429                                              | 163                                                | 127                                                |
| 1987                                               | 1 571                                              | 136                                                | 145                                                |
| 1988                                               | 1 464                                              | 135                                                | 101                                                |
| 1989                                               | 1 291                                              | 112                                                | 88                                                 |
| 1990                                               | 1 340                                              | 166                                                | 88                                                 |
| 1991                                               | 1 288                                              | 151                                                | 141                                                |
| 1992                                               | 1 302                                              | 163                                                | 141                                                |
| 1993                                               | 1 322                                              | 120                                                | 87                                                 |
| 1994                                               | 1 464                                              | 262                                                | 168                                                |
| 1995                                               | 1 293                                              | 223                                                | 140                                                |
| 1996                                               | 1 312                                              | 233                                                | 174                                                |
| 1997                                               | 1 224                                              | 192                                                | 115                                                |
| 1998                                               | 1 353                                              | 202                                                | 150                                                |
| 1999                                               | 1 187                                              | 192                                                | 134                                                |
| 2000                                               | 1 210                                              | 215                                                | 130                                                |
| 2001                                               | 1 220                                              | 170                                                | 198                                                |
| 2002                                               | 1 116                                              | 173                                                | 152                                                |
| 2003                                               | 1 091                                              | 237                                                | 166                                                |
| 2004                                               | 1 035                                              | 206                                                | 158                                                |
| 2005                                               | 1 070                                              | 204                                                | 184                                                |
| 2006                                               | 1 096                                              | 210                                                | 194                                                |
| 2007                                               | 1 177                                              | 218                                                | 190                                                |
| 2008                                               | -                                                  | -                                                  | -                                                  |
| 2009                                               | 948                                                | 206                                                | 175                                                |
| 2010                                               | -                                                  | -                                                  | -                                                  |
| 2011                                               | -                                                  | -                                                  | -                                                  |
| 2012                                               | 1 172                                              | 275                                                | 277                                                |
| 2013                                               | 1 167                                              | 430                                                | 261                                                |
| 2014                                               | 1 208                                              | 348                                                | 365                                                |
| 2015                                               | 1 197                                              | 197                                                | 210                                                |
| 2016                                               | 1 147                                              | 206                                                | 214                                                |
| 2017                                               | 1 158                                              | 210                                                | 204                                                |
| 2018                                               | 1 094                                              | 269                                                | 188                                                |
| 2019                                               | 1 101                                              | 410                                                | 302                                                |
| 2020                                               | 613                                                | 154                                                | 151                                                |
| 2021                                               | -                                                  | -                                                  | -                                                  |
| 2022                                               | 1 202                                              | 266                                                | 269                                                |
| 2023                                               | 1 100                                              | 248                                                | 252                                                |
| 2024                                               | 1 140                                              | 310                                                | 246                                                |

0,0: Jette ·
1,0: Ganshoren ·
2,3: Zellik-Renbaan ·
5,4: Zellik ·
7,7: Walfergem ·
9,6: Asse ·
13,1: Mollem ·
15,5: Merchtem ·
16,7: Droeshout ·
19,1: Opwijk ·
21,8: Heizijde ·
24,1: Lebbeke ·
26,3: Sint-Gillis ·
27,5: Dendermonde
0,0: Kontich ·
2,0: Edegem ·
3,8: Kontich-Dorp ·
8,8: Reet ·
12,1: Boom-Krekelenberg ·
14,0: Boom ·
18,5: Willebroek ·
21,7: Tisselt-West ·
26,1: Londerzeel-Oost ·
27,5: Londerzeel ·
30,7: Steenhuffel ·
34,2: Peizegem ·
37,4: Opwijk ·
40,3: Nijverseel ·
41,8: Baardegem ·
44,2: Moorsel ·
46,2: Mijlbeke ·
49,3: Aalst